# Helina micans
Helina micans är en tvåvingeart som beskrevs av Malloch 1922. Helina micans ingår i släktet Helina och familjen husflugor. Inga underarter finns listade i Catalogue of Life.